# Mértani és harmonikus közép közötti egyenlőtlenség
A mértani és harmonikus közép közötti egyenlőtlenség egy matematikai tétel, ami szerint ha {\displaystyle a_{1},\dots ,a_{n}} pozitív valós számok,  
akkor 
teljesül, tehát n szám mértani közepe legalább akkora, mint a harmonikus közepe. Egyenlőség csak akkor van, ha {\displaystyle a_{1}=\cdots =a_{n}}.

## Bizonyítása
Legyenek {\displaystyle a_{1},\dots ,a_{n}} pozitív valós számok. Alkalmazzuk a számtani és mértani közép közötti egyenlőtlenséget a szintén pozitív valós {\displaystyle {\frac {1}{a_{1}}},\dots ,{\frac {1}{a_{n}}}} számokra:
Felhasználva a gyökvonás azonosságait:
Átszorozva készen is vagyunk:
Az egyenlőtlenség iránya nem változott, hiszen csupa pozitív szám szerepelt. Egyenlőség csak {\displaystyle {\frac {1}{a_{1}}}=\dots ={\frac {1}{a_{n}}}} számokra, azaz {\displaystyle a_{1}=\cdots =a_{n}} esetén teljesül (ez a számtani és mértani közép közötti egyenlőtlenségből adódik).